# Raión de Lyubeshiv
Liubeshiv (en ucraniano: Любешівський район) fue un raión o distrito de Ucrania en el óblast de Volinia. En la reforma territorial de 2020, su territorio fue incluido en el raión de Kamin-Kashyrski.
Comprendía una superficie de 1450 km².
La capital era el asentamiento de tipo urbano de Liubeshiv.

## Demografía
Según estimación 2010 contaba con una población total de 36166 habitantes.

## Otros datos
El código KOATUU es 723100000. El código postal 44200 y el prefijo telefónico +380 3362.